# Мафальда Савойская (1902—1944)
Принцесса Мафальда Мария Элизабетта Анна Романа Савойская (2 ноября 1902 — 27 августа 1944) — вторая дочь короля Италии Виктора Эммануила III и его жены принцессы Елены Черногорской. Мафальда была старшей сестрой последнего короля Италии Умберто II.

## Биография

Мафальда в детстве

Мафальда родилась в Риме. В детстве она была близка со своей матерью, от которой она унаследовала любовь к музыке и искусству. Во время Первой мировой войны она сопровождала свою мать в итальянские военные госпитали.
23 сентября 1925 года, в замке Раккониджи, Мафальда вышла замуж за принца Филиппа Гессенского, ландграфа Гессен-Кассельского. Принц Филипп был лояльным членом немецкой национал-социалистической (нацистской) партии, а его брат Кристоф был частью партийной иерархии и был женат на принцессе Софии Греческой и Датской, сестре принца Филиппа, герцога Эдинбургского, будущего мужа королевы Великобритании Елизаветы II.
Брак принца Филиппа с принцессой Мафальдой дал ему возможность выступать в качестве посредника между национал-социалистическим правительством Германии и фашистским правительством в Италии. 
В начале сентября 1943 года принцесса Мафальда ездила в Болгарию, чтобы присутствовать на похоронах мужа её сестры Иоанны, царя Бориса III. Находясь там, она была проинформирована о капитуляции Италии и о том, что её муж в настоящее время содержится под домашним арестом в Баварии, и что её детям было предоставлено убежище в Ватикане. Когда она прибыла в посольство Германии, то была арестована якобы для того, чтобы её отец, король Италии, действовал на войне в интересах Германии. Принцесса Мафальда была доставлена в Мюнхен для допроса, а затем в Берлин, и, наконец, в концентрационный лагерь Бухенвальд.
24 августа 1944 года союзники разбомбили завод боеприпасов в Бухенвальде. Почти четыре сотни заключенных были убиты, а принцесса Мафальда получила сильные ожоги рук. Чтобы не пошло заражение, руку пришлось ампутировать. Она истекла кровью во время операции и так и не пришла в сознание. Умирая, Мафальда сказала двум другим итальянским заключенным из лагеря: «Помните меня не как итальянскую принцессу, но как итальянскую сестру». Мафальда умерла в ночь с 26 на 27 августа 1944 года. Её тело было перезахоронено после войны в замке Кронберг в Гессене.
Гессенская королевская семья не была уведомлена о её смерти, хотя слухи об этом начали ходить в конце 1944 года. Её смерть была подтверждена только после того, как Германия капитулировала в 1945 году.
В 1995 году итальянское правительство выпустило почтовые марки с изображением принцессы Мафальды.

## Дети
У принцессы Мафальды было 5 детей:
- принц Мориц Фридрих Карл Эммануил Гумберт (1926—2013) — женился на принцессе Татьяне Сайн-Винтгенштейн-Берлебургской дочери Густава Альберта, 5-го принца Сайн-Винтгенштейн-Берлебург, 4 детей, развод
- принц Генрих Вильгельм Константин Виктор Франц (1927—1999) — не состоял в браке.
- принц Отто Адольф (1937—1998) — женат первым браком (6 апреля 1965) на Ангеле фон Деринг (1940—1991), вторым (28 декабря 1988) на Елизавете Бонкер (род. 1944), оба брака бездетны и закончились разводом.
- принцесса Елизавета Маргарита Елена Иоанна Мария Джоанна Поликсена (род. 1940) — вышла замуж (26 февраля 1962) за Фридриха Карла фон Опперсдорфа